# الخط الزمني للمرأة في علوم المكتبات
هذا هو الخط الزمني للمرأة في علوم المكتبات في جميع أنحاء العالم:
- 1911: أصبحت تيريزا إلمندورف أول رئيسة منتخبة لجمعية المكتبات الأمريكية.[1]
- 1912: أصبحت ليليان هيلينا سميث أول أمينة مكتبة أطفال في كندا في عام 1912.[2]
- 1923: أصبحت فرجينيا بروكتور باول فلورنس أول امرأة سوداء في الولايات المتحدة تحصل على شهادة في علوم المكتبات.[3] حصلت على درجة بكالوريوس علوم المكتبات ممّا هو الآن جزء من جامعة بيتسبيرغ.[4][5][6]
- 1947: أصبحت فريدا فاريل والدون أول رئيسة لجمعية المكتبات الكندية، وبالتالي، أصبحت أول امرأة ترأس الجمعية.[7][8]
- 1972: أصبحت زويا هورن، المولودة في أوكرانيا، أول أمينة مكتبة في الولايات المتحدة تُسجن لرفضها مشاركة المعلومات كمسألة ضمير. وحيث أنها أنثى، تُعتبر أول أمينة مكتبة في الولايات المتحدة تفعل ذلك.[9]
- 1973: أصبحت بيج أكرمان أمينة مكتبة الجامعة بجامعة كاليفورنيا، بلوس أنجلوس. وكانت أول أمينة مكتبة في الولايات المتحدة لنظام كبير ومعقد مثل جامعة كاليفورنيا.[10]
- 1993: أصبحت جينيفر تانفيلد أول أمين مكتبة في مجلس العموم.[11]
- 1999: أصبحت إليزابيث نيجيمان أول مديرة عامة للمكتبة الوطنية الألمانية.[12]
- 2000: تم تعيين لين برينديلي كأول رئيسة تنفيذية للمكتبة البريطانية.[13]
- 2002: عينت إينز لين كأول أمينة مكتبة في تاريخ مكتبة لندن.[14]
- 2012: أصبحت سونيا لوريو أول أمين مكتبة برلمانية في كندا.[15]
- 2016: أصبحت لورنس إنجل أول رئيسة للمكتبة الوطنية الفرنسية.[16]
- 2016: أصبحت كارلا هايدن أول أمين مكتبة في الكونغرس.[17]